# Giro de Lombardía 2022
La 116.ª edición del Giro de Lombardía (oficialmente: Il Lombardia), quinto y último monumento de ciclismo de la temporada, se celebró el 8 de octubre de 2022 sobre una distancia de 253 kilómetros con inicio en la ciudad de Bérgamo y final en la ciudad de Como en Italia.
La carrera formó parte del UCI WorldTour 2022, siendo la trigésima primera competición del calendario de máxima categoría mundial, y fue ganada por el esloveno Tadej Pogačar del UAE Emirates. Completaron el podio, como segundo y tercer clasificado respectivamente, los españoles Enric Mas del Movistar y Mikel Landa del Bahrain Victorious.

## Equipos participantes
Tomaron parte en la carrera un total de 25 equipos, de los cuales asistieron por derecho propio los 18 equipos de categoría UCI WorldTeam y 7 equipos de categoría UCI ProTeam invitados por la organización, quienes conformaron un pelotón de 175 ciclistas de los cuales finalizaron 107. Los equipos participantes fueron:
| WorldTeams (18)- UAE Team Emirates - AG2R Citroën Team - Astana Qazaqstan Team - Bahrain Victorious - Cofidis - EF Education-EasyPost - Groupama-FDJ - Ineos Grenadiers - Intermarché-Wanty-Gobert Matériaux - Israel-Premier Tech - Jumbo-Visma - Lotto-Soudal - Movistar Team - Quick-Step Alpha Vinyl - BikeExchange-Jayco - Team DSM - Trek-Segafredo - Bora-Hansgrohe ProTeams (7)- Alpecin-Deceuninck - Bardiani-CSF-Faizanè - Caja Rural-Seguros RGA - Drone Hopper-Androni Giocattoli - Eolo-Kometa - Arkéa-Samsic - TotalEnergies |
| |

## Clasificación final
La clasificación finalizó de la siguiente forma:
| \| Clasificación general \| Clasificación general \| Clasificación general \| Clasificación general \| Clasificación general \| \| Ciclista \| Ciclista \| Equipo \| Tiempo \| \| \| --------------------- \| ---------------------- \| ---------------------- \| --------------------- \| --------------------- \| \| 1.º \| Tadej Pogačar \| UAE Team Emirates \| 6 h 21 min 22 s \| \| \| 2.º \| Enric Mas \| Movistar Team \| + 0 s \| \| \| 3.º \| Mikel Landa \| Bahrain Victorious \| + 10 s \| \| \| 4.º \| Sergio Higuita \| Bora-Hansgrohe \| + 52 s \| \| \| 5.º \| Carlos Rodríguez \| Ineos Grenadiers \| + 52 s \| \| \| 6.º \| Alejandro Valverde \| Movistar Team \| + 1 min 24 s \| \| \| 7.º \| Bauke Mollema \| Trek-Segafredo \| + 1 min 24 s \| \| \| 8.º \| Rudy Molard \| Groupama-FDJ \| + 1 min 24 s \| \| \| 9.º \| Romain Bardet \| Team DSM \| + 1 min 24 s \| \| \| 10.º \| Adam Yates \| Ineos Grenadiers \| + 1 min 26 s \| \| \| 11.º \| Andrea Piccolo \| EF Education-EasyPost \| + 1 min 58 s \| \| \| 12.º \| Warren Barguil \| Arkéa-Samsic \| + 1 min 58 s \| \| \| 13.º \| Ilan Van Wilder \| Quick-Step Alpha Vinyl \| + 1 min 58 s \| \| \| 14.º \| Clément Berthet \| AG2R Citroën Team \| + 1 min 58 s \| \| \| 15.º \| Giulio Ciccone \| Trek-Segafredo \| + 2 min 01 s \| \| \| 17.º \| Daniel Felipe Martínez \| Ineos Grenadiers \| + 2 min 14 s \| \| \| 18.º \| Aleksandr Vlásov \| Bora-Hansgrohe \| + 2 min 14 s \| \| \| 19.º \| Mikkel Honoré \| Quick-Step Alpha Vinyl \| + 2 min 14 s \| \| \| 20.º \| Mauri Vansevenant \| Quick-Step Alpha Vinyl \| + 2 min 14 s \| \| |                        |                        |                 |
| |                        |                        |                 |
| Fuente: ProCyclingStats |                        |                        |                 |
| Clasificación general |                        |                        |                 |
| Ciclista | Ciclista               | Equipo                 | Tiempo          |
| 1.º | Tadej Pogačar          | UAE Team Emirates      | 6 h 21 min 22 s |
| 2.º | Enric Mas              | Movistar Team          | + 0 s           |
| 3.º | Mikel Landa            | Bahrain Victorious     | + 10 s          |
| 4.º | Sergio Higuita         | Bora-Hansgrohe         | + 52 s          |
| 5.º | Carlos Rodríguez       | Ineos Grenadiers       | + 52 s          |
| 6.º | Alejandro Valverde     | Movistar Team          | + 1 min 24 s    |
| 7.º | Bauke Mollema          | Trek-Segafredo         | + 1 min 24 s    |
| 8.º | Rudy Molard            | Groupama-FDJ           | + 1 min 24 s    |
| 9.º | Romain Bardet          | Team DSM               | + 1 min 24 s    |
| 10.º | Adam Yates             | Ineos Grenadiers       | + 1 min 26 s    |
| 11.º | Andrea Piccolo         | EF Education-EasyPost  | + 1 min 58 s    |
| 12.º | Warren Barguil         | Arkéa-Samsic           | + 1 min 58 s    |
| 13.º | Ilan Van Wilder        | Quick-Step Alpha Vinyl | + 1 min 58 s    |
| 14.º | Clément Berthet        | AG2R Citroën Team      | + 1 min 58 s    |
| 15.º | Giulio Ciccone         | Trek-Segafredo         | + 2 min 01 s    |
| 17.º | Daniel Felipe Martínez | Ineos Grenadiers       | + 2 min 14 s    |
| 18.º | Aleksandr Vlásov       | Bora-Hansgrohe         | + 2 min 14 s    |
| 19.º | Mikkel Honoré          | Quick-Step Alpha Vinyl | + 2 min 14 s    |
| 20.º | Mauri Vansevenant      | Quick-Step Alpha Vinyl | + 2 min 14 s    |

## Ciclistas participantes y posiciones finales
Convenciones:
- AB-N: Abandono en la etapa N
- FLT-N: Retiro por llegada fuera del límite de tiempo en la etapa N
- NTS-N: No tomó la salida para la etapa N
- DES-N: Descalificado o expulsado en la etapa N

## UCI World Ranking
El Giro de Lombardía otorgó puntos para el UCI World Ranking para corredores de los equipos en las categorías UCI WorldTeam, UCI ProTeam y Continental. Las siguientes tablas son el baremo de puntuación y los diez corredores que obtuvieron más puntos:
| Posición   | 1.º | 2.º | 3.º | 4.º | 5.º | 6.º | 7.º | 8.º | 9.º | 10.º | 11.º | 12.º | 13.º | 14.º | 15.º | 16.º-20.º | 21.º-30.º | 31.º-50.º | 51.º-55.º | 56.º-60.º |
| Puntuación | 500 | 400 | 325 | 275 | 225 | 175 | 150 | 125 | 100 | 85   | 70   | 60   | 50   | 40   | 35   | 30        | 20        | 10        | 5         | 3         |

| Clasificación |                    |                    |        |
| Posición      | Ciclista           | Equipo             | Puntos |
| ------------- | ------------------ | ------------------ | ------ |
| 1.º           | Tadej Pogačar      | UAE Emirates       | 500    |
| 2.º           | Enric Mas          | Movistar           | 400    |
| 3.º           | Mikel Landa        | Bahrain Victorious | 325    |
| 4.º           | Sergio Higuita     | Bora-Hansgrohe     | 275    |
| 5.º           | Carlos Rodríguez   | INEOS Grenadiers   | 225    |
| 6.º           | Alejandro Valverde | Movistar           | 175    |
| 7.º           | Bauke Mollema      | Trek-Segafredo     | 150    |
| 8.º           | Rudy Molard        | Groupama-FDJ       | 125    |
| 9.º           | Romain Bardet      | DSM                | 100    |
| 10.º          | Adam Yates         | INEOS Grenadiers   | 85     |